# Avex Group
Avex Group Holdings Inc. (エイベックス・グループ・ホールディングス株式会社, Eibekkusu Gurūpu Hōrudingusu Kabushiki-gaisha) est une importante société japonaise dans l'industrie musicale basée à Tōkyō, créée en 1988, présidée par Masato Max Matsuura. L'origine du mot Avex vient des mots anglais Audio Visual Expert. Sa division musicale Avex Trax possède plusieurs labels et produit de nombreux artistes, dont Ayumi Hamasaki, Kumi Kōda, et Namie Amuro pour laquelle est spécialement créé le label Dimension Point en 2013.

## Histoire

### Premières années (1988–1999)
Avex est enregistré le 1er juin 1973 sous le nom de Avex D.D. Incorporated (エイベックス・ディー・ディー株式会社, Eibekkusu Di Di Kabushiki Gaisha), bien qu'elle ne soit réellement établie en 1988. Elle ouvre par la suite un studio d'enregistrement, et lance le label discographique Avex Trax en 1990, basé à Machida, Tokyo. Dans la même année, elle lance Musique Folio Inc., une maison d'édition musicale, devenue plus tard Prime Direction Inc.
En 1993, ils lancent une branche américaine appelée AV Experience America Inc. Cette année marque également le premier des événements annuels d'Avex qui se déroule au Tokyo Dome sous le nom avex rave '93, attirant 50 000 spectateurs. En 1994, elle forme deux filiales Rhythm Republic Limited, et Avex U.K. Limited, pour distribuer la musique du label parent dans ce qui deviendra les régions administratives spéciales chinoises de Hong Kong et Macao. Plus tard dans l'année, elle ouvre une discothèque nommée le Velfarre.
En 1997, la société ouvre plusieurs salles de concert appelées Zepp, avec Sony Music Entertainment Japan. Cette même année, Rhythm Republic Limited et Avex U.K. Limited fusionnent pour devenir Avex Asia Limited, qui rebaptisé Avex Hong Kong Limited en septembre 2008 avant d'être absorbé en Avex Taiwan Incorporated en janvier 2014.
Au début de 1999, la société signe un contrat avec Walt Disney Records et Hollywood Records pour la distribution des albums au Japon. Plus tard dans l'année, Avex Mode, une société d'animation, est établie. En décembre, la société est listée dans la première section du Tokyo Stock Exchange sous le symbole 7860.

### Périodes d'unité et de division (2000–2009)
En 2001, Avex ouvre son école de musique Avex Artists Academy. En 2002, la société sort le CCCD, un genre de CD anti-copie.
En 2003, elle ouvre un projet de musique classique (nommé Avex Classics).
En 2004, elle commence à vendre les albums japonais en Corée du Sud. Le président d'Avex, Max Matsuura « découvrira » l'ancienne idole japonaise Ami Suzuki chantant au festival festival de l'Université de Nihon. Il la signe au label Avex. En août 2004, une rivalité entre Max Matsuura et le cofondateur Tom Yoda a presque mis à mal l'activité de la société. Cette rivalité a démarré avec Yoda qui voulait étendre les activités d'Avex en particulier dans les films. Il accusera Ryuhei Chiba, le directeur exécutif et président d'Avex Inc (désormais Avex Planning et Development), d'avoir préféré les grands artistes pour des raisons financières.
En 2005, Avex obtient les droits de distribution du catalogue d'Aozora Records, et tous les futurs albums de Hitomi Yaida. Au début de 2008, Avex s'associe à Victor JVC pour créer officiellement le label D-topia Entertainmentcomme partenariat entre les labels et son fondateur, Terukado Onishi.

### Depuis 2010
D'autres artistes K-pop issus d'autres agences continuent de signer avec Avex  comme 2NE1 (YG Entertainment) en 2010, Kim Hyung Jun (S-plus Entertainment) en 2011, After School en 2011, U-KISS (NH Media) en 2011 et Shu-I (2011).

### Japon
- (en + ja) Site officiel
- (ja) Avex Network

### Asie
- (ja + zh + ko) Site officiel d'Asie
- (ja) Site officiel de Taiwan
- (ja) Site officiel de Chine
- (ja) Site officiel de Hong Kong